# Dames Quarter
Dames Quarter – jednostka osadnicza w Stanach Zjednoczonych, w stanie Maryland, w hrabstwie Somerset.